# Nepohlavní rozmnožování
Nepohlavní rozmnožování je biologický proces, kterým rodičovský organismus produkuje své klony - geneticky identické organismy. Obvykle se bere jako charakteristický pro nižší organismy.
U mnoha vyšších organismů (např. vyšších rostlin) je ale brán jako regulérní alternativa pohlavnímu rozmnožování a je často člověkem hojně využíván v zemědělství a různých biotechnologických oborech. Mnoho druhů vyšších rostlin je dobře uzpůsobeno k nepohlavnímu rozmnožování. Rostliny jej používají jako prostředek ke zvýšení své konkurenceschopnosti a vytlačování konkurenčních druhů, protože toto rozmnožování je relativně velmi rychlé a efektivní.
Přirozené nepohlavní rozmnožování se objevuje i u velmi časných zárodků vyšších živočichů včetně člověka, kdy jeho produktem jsou jednovaječná dvojčata, případně trojčata.

## Typy nepohlavního rozmnožování

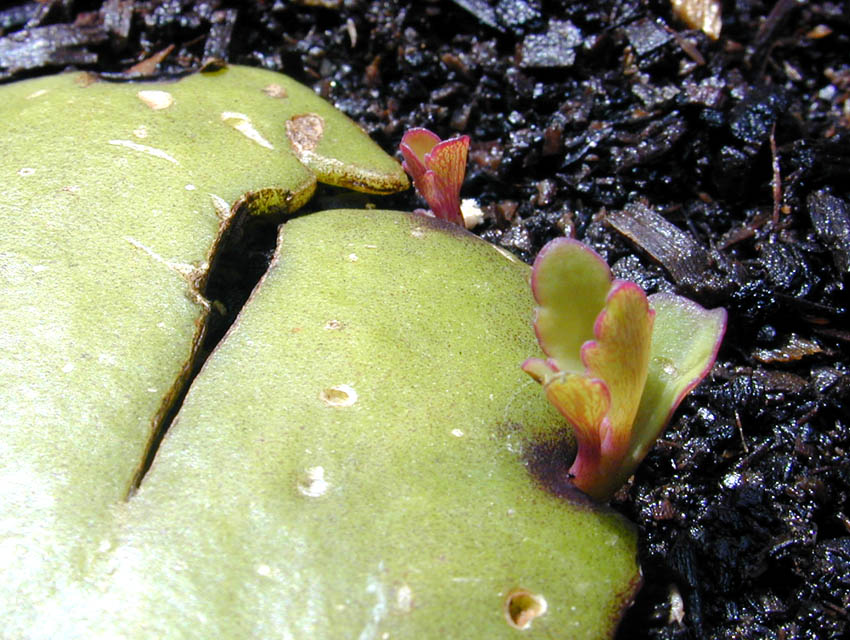
rostlinky [Kalanchoe pinnata] vyrůstají na okraji listů mateřské rostliny

- binární dělení – klasické u jednobuněčných organismů (bakterie, prvoci, jednobuněčné řasy), které se rozdělí na dvě buňky.
- fyziparie – množení dělením těla vícebuněčného organismu (láčkovci, ploštěnci). může jít o regeneraci po zranění i o cílený rozpad.
- gemiparie (pučení) – je charakteristické pro žahavce, mechovky, pláštěnce, ale také např. kvasinky. Jde o proces, kdy nový organismus „vypučí“ – vyroste ze starého a poté se od něj oddělí.
- vegetativní rozmnožování – tento pojem se používá zejména u vyšších rostlin – týká se situace, kdy rostlina dokáže zregenerovat z části svého těla celý organismus. Někdy však rostliny dokonce přímo vytváří orgány a útvary, které slouží k vegetativnímu rozmnožování a snadnějšímu ovládnutí většího prostoru, např.: jahodník (šlahouny), kalanchoe (viviparie - viz obrázek) kyčelnice cibulkonosná (falešné cibulky v paždí listů) či česnek kuchyňský (stroužky).
- apomixie – vznik semene nepohlavní cestou

Polyembryonie je pohlavní rozmnožování, kdy více jedinců mají genetickou výbavu ze stejného oplozeného vajíčka. U člověka je to případ jednovaječných dvojčat.

## Vyšší rostliny vs. složitější živočichové
Rostliny obecně mají vysokou regenerační schopnost a jejich nediferencované buňky z dělivých pletiv si i u starých rostlin uchovávají neporušenou totipotentní schopnost v mnohem větší míře, než je tomu u složitějších živočichů, což umožňuje drtivou většinu z nich levně vegetativně množit minimálně v laboratorním prostředí. (viz rostlinné explantáty). U složitějších živočichů lze takto pracovat zpravidla pouze do úrovně embrya a náklady, které jsou s těmito postupy spojeny, jsou značně vyšší.

## Výhody a nevýhody
Výhodou nepohlavního rozmnožování je jeho vyšší rychlost a efektivita. Nevýhodou je uniformita potomstva, které má tendence reagovat naprosto stejně na působení různých pozitivních i negativních faktorů. V zemědělství u klonovaných rostlin je např. velice negativně vnímána shodná specifická citlivost všech jedinců z populace klonů vůči chorobám. Znamená to, že pokud se objeví patogen, který napadá určitou populární odrůdu pocházející z jednoho rodiče (nebo několika málo blízce příbuzných rodičů), může zlikvidovat úrodu v celostátním nebo dokonce celokontinentálním měřítku (jako se tomu stalo v 90. letech, kdy se ve Střední Americe objevil virus, který během několika týdnů zlikvidoval drtivou většinu banánovníkových plantáží).